# Олигонитрофилы
Олигонитрофилы — микроорганизмы, как правило, почвенные, способны расти при условиях незначительного количества связанного азота в окружающей среде. Многие из этих организмов являются диазотрофами: способны фиксировать атмосферный азот. Эти бактерии относятся к азотфиксирующим анаэробным микроорганизмам. Бактерии способны усваивать атмосферный азот. Олигонитрофилы способны участвовать в фиксации атмосферного азота. Играют важную роль в круговороте азота в природе, в частности, в снабжении доступными формами азота растений, которые не способны усваивать его из воздуха, а получают азот после минерализации белка.